# Affinity Publisher
Affinity Publisher is een desktoppublishingprogramma (DTP) voor het opmaken van pagina's voor drukwerk en digitale publicaties. Het werd uitgebracht op 19 juni 2019 voor Apple macOS en Microsoft Windows door het Britse softwarebedrijf Serif Europe.

## StudioLink
Een nieuwe feature, genaamd StudioLink, werd geïntroduceerd samen met Affinity Publisher. Hierdoor is het mogelijk om binnen het programma direct te wisselen tussen de bewerkomgevingen van Affinity Photo, voor foto- of raster-beeldbewerking en Affinity Designer, voor met name vector-beeldbewerking.